# Márk Alexandra
Márk Alexandra, Marc (Déda, 1901. október 10. – Déda, 1991. június 17.) magyar ifjúsági író.

## Életútja, munkássága
Középiskolát Marosvásárhelyen végzett, két évig (1920-22) egyetemi tanulmányokat folytatott Debrecenben. A marosvásárhelyi Francia Intézet titkára és előadója (1927-31), a Székely Színház, majd az Állami Székely Színház irodalmi referense (1951-67). Versekkel jelentkezett a Brassói Lapokban (1934), majd a budapesti Új Idők, 1942 és 1944 között a budapesti Újság is közli verseit.
Meséivel szerepel Az Óperencián innen és túl (1957) és Nagyapa mesefája (1978) c. antológiákban. Tarkabarka c. vígjátékát sepsiszentgyörgyi műkedvelők adták elő (1957), két bábjátékát, a Tolsztoj-mese nyomán írt Buratino kalandjai (1961) és a Costel Popovici nyomán írt Magellannal a Föld körül (1964) c. darabját a marosvásárhelyi Bábszínház mutatta be. Alexandra Marcu név alatt románul epigrammái jelentek meg az Eterna epigramă (Kolozsvár, 1981) c. antológiában.

## Önálló kötete
- A szélkakas. Mesék; Ifjúsági, Bukarest, 1959